# Solangella meridana
Solangella meridana là một loài bọ cánh cứng trong họ Cerambycidae.